# Ejalet

Ejalety w 1609 r.

Ejalet (ar.) – jednostka administracyjna w Imperium osmańskim odpowiadające polskim województwom, którą rządził pasza z tytułem wali (tur. vali), który oznaczał "gubernatora", "namiestnika".  Każdy ejalet dzielił się na sandżaki.